# Regierungspräsidium Stuttgart

Lage des Regierungsbezirks Stuttgart in Baden-Württemberg

Das Regierungspräsidium Stuttgart ist eine Landesmittelbehörde von Baden-Württemberg. Sie ist die Verwaltungsbehörde des gleichnamigen Regierungsbezirks. Der Sitz des Regierungspräsidiums befindet sich in der Ruppmannstraße 21 im Stuttgarter Stadtbezirk Vaihingen. Das Regierungspräsidium als Behörde ist der unmittelbaren (direkten) Staatsverwaltung zugeordnet. Der Haushaltsplan des Landes Baden-Württemberg sieht für das Regierungspräsidium Stuttgart im Jahr 2023 insgesamt Einnahmen von 25.548.800 Euro und Ausgaben von 129.344.600 Euro vor.
Gemäß § 3 Abs. 1 Nr. 5 Landeshoheitszeichengesetz (LHzG) führt das Regierungspräsidium Stuttgart als Hoheitszeichen das große Landeswappen.

## Organisation
Die Behörde ist organisatorisch in 8 Fachabteilungen und 61 Referate gegliedert. Der Regierungspräsidentin unmittelbar nachgeordnet sind die „Koordinierungs- und Pressestelle“, die „Stabsstelle Energiewende, Windenergie und Klimaschutz“, die „Beauftragte für Chancengleichheit“, der „Wirtschaftsbeauftragte“, die „Leitende Fachkraft für Arbeitssicherheit“ und der „Regionale Sonderstab gefährliche Ausländer“.
Das Regierungspräsidium umfasst 120 Berufsgruppen und zählt rund 2300 Mitarbeiter. Die Behördenleitung hat seit dem 1. Februar 2022 die Regierungspräsidentin Susanne Bay (Grüne) inne. Als Regierungspräsidentin fungiert Bay als politische Beamtin und vertritt die Landesregierung im Regierungsbezirk und ist für den Vollzug (Umsetzung) der gesetzlichen Aufgaben und der Ziele der Landespolitik verantwortlich.

## Zuständigkeiten
Als mittlere Landesbehörde steht sie zwischen dem Land Baden-Württemberg und der kommunalen Ebene (Land- und Stadtkreise sowie Große Kreisstädte, Städte und Gemeinden). Der Zuständigkeitsbereich des Regierungspräsidiums Stuttgart ist mit dem gleichnamigen Regierungsbezirk deckungsgleich und erstreckt sich über elf Land- und zwei Stadtkreise. Die Zuständigkeit umfasst die Landkreise Böblingen, Esslingen, Göppingen, Heidenheim, Heilbronn, den Hohenlohekreis, Landkreis Ludwigsburg, Main-Tauber-Kreis, Ostalbkreis, Rems-Murr-Kreis, den Landkreis Schwäbisch Hall sowie die Stadtkreise Heilbronn und Stuttgart. Somit ist das Regierungspräsidium für rund 4,2 Millionen Einwohner (31. Dezember 2023) tätig.